# Centre technique de l'industrie horlogère
Le Centre technique de l'industrie horlogère, ou CE.TE.HOR est un organisme national français fondé en 1945, implanté à Besançon, dont la mission première est le contrôle technique des montres fabriquées en France. Au fil du temps, le CETEHOR est devenu un centre de référence pour les entreprises non seulement de l'horlogerie, mais aussi de la microtechnique et de la bijouterie. Il est également compétent pour les traitements de surface et la caractérisation des matériaux non organiques.